# Friedrich Wasmuth
Friedrich Wasmuth (* 31. Januar 1882 in Bodenfelde; † 1. März 1967 in Hannover) war ein evangelischer Pfarrer und Vorsteher des Erziehungsheimes Birkenhof in Hannover.

## Leben

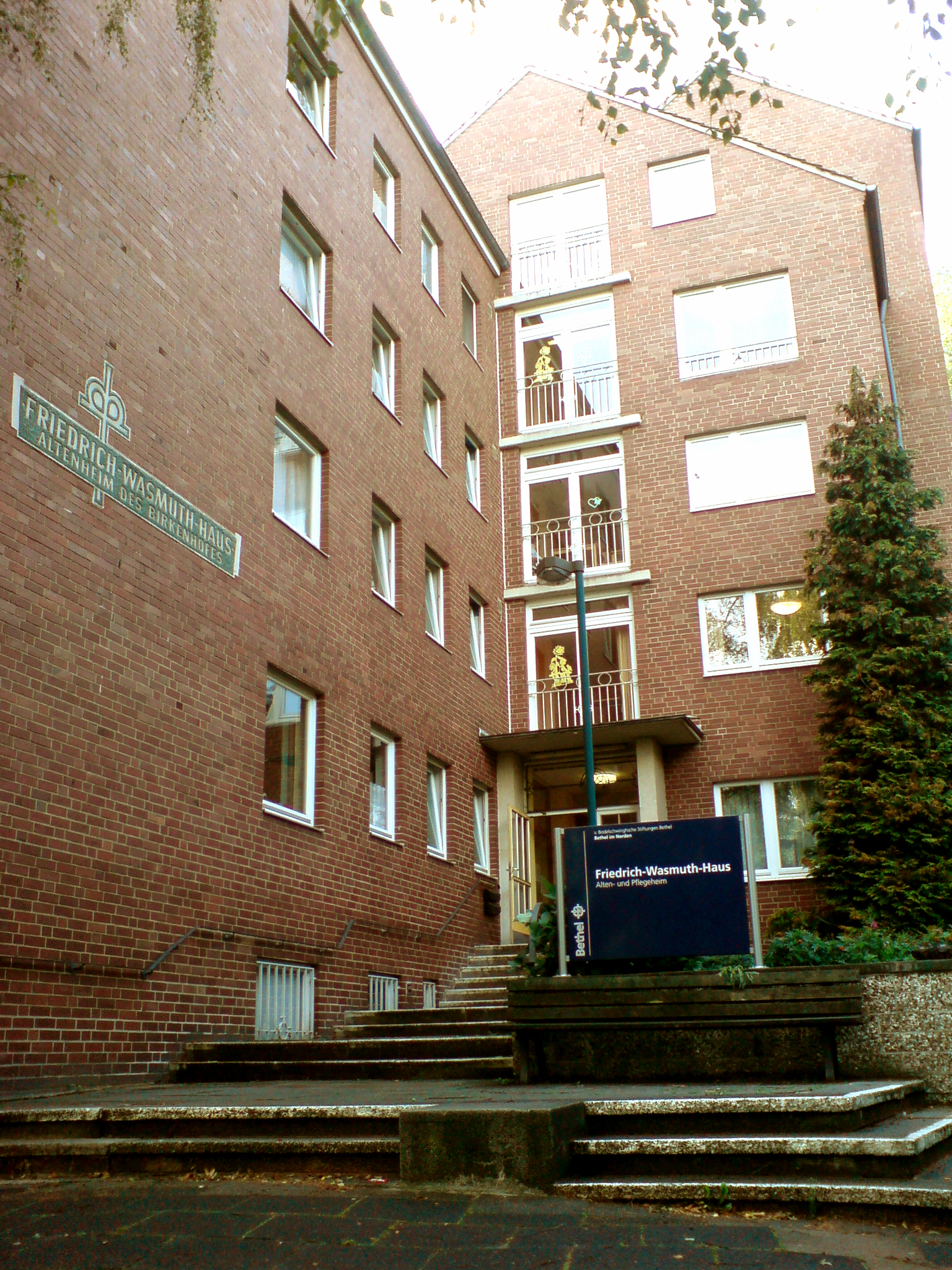
Das Friedrich-Wasmuth-Haus in Stöcken, der 1968 erste Neubau eines Altenheimes des Birkenhofes.

Friedrich Wasmuth legte nach seinem Theologiestudium im Jahr 1905 sein erstes, 1908 sein zweites theologisches Examen ab und leistete noch im gleichen Jahr seinen Militärdienst.
Am 10. Juli 1909 in Hildesheim ordiniert wurde er zunächst Hilfsgeistlicher in Holte bei Osnabrück, um ab 1913 als Pfarrer zunächst beim Landesverein für Innere Mission Hannover tätig zu sein, ab 1920 in Marienwerder (erst seit 1928 Stadtteil von Hannover). Für einen Teil der Marienwerder Kirchengemeinde, dem 1907 Hannover eingemeindeten Dorf Stöcken, ließ Wasmuth 1927 dort eine erste Hilfskirche (später Gemeindehaus) als Vorgängerin der heutigen Corvinus-Kirche erbauen.
Ab 1929 war Wasmuth Pfarrer im Evangelisch-lutherischen Diakonissenhaus Henriettenstiftung. Dort war er insbesondere zuständig für das Erziehungsheim Birkenhof im Stadtteil Kirchrode und zeitgleich Vorstandsmitglied des Evangelischen Landesverbandes für Kinderpflege in der Provinz Hannover.
Nach dem Zweiten Weltkrieg wurde Wasmuth 1949 zum Vorsteher des nun selbstständigen Birkenhofes ernannt. Am 1. Dezember 1954 trat er in den Ruhestand.

## Auszeichnungen
- Anfang 1952 wurde er mit dem Bundesverdienstkreuz am Bande ausgezeichnet.
- Der erste Altenheim-Neubau des Birkenhof e.V. wurde 1968 Friedrich-Wasmuth-Haus genannt (in Hannover-Stöcken)[4]

## Schriften
- Eiland am Rande der Großstadt: Mädchenheim Birkenhof Kirchrode 1879-1939. Hannover 1939.
- Fünfundsiebzig Jahre Birkenhof. Evang. Fürsorge- und Krankenanstalten e. V. Hannover 1954.